# Дара О'Ші
Дара О'Ші (англ. Dara O'Shea, нар. 4 березня 1999, Дублін) — ірландський футболіст, захисник англійського клубу «Іпсвіч Таун».
Виступав, зокрема, за клуби «Вест-Бромвіч Альбіон» та «Бернлі», а також національну збірну Ірландії.

## Клубна кар'єра
Народився 4 березня 1999 року в місті Дублін. Вихованець футбольної школи клубу «Вест-Бромвіч Альбіон».
У дорослому футболі дебютував 2017 року виступами за команду «Герефорд», у якій провів один сезон. 
Своєю грою за цю команду привернув увагу представників тренерського штабу клубу «Ексетер Сіті», до складу якого приєднався 2018 року. Відіграв за команду з Ексетера наступний сезон своєї ігрової кар'єри. Більшість часу, проведеного у складі «Ексетер Сіті», був основним гравцем захисту команди.
До складу клубу «Вест-Бромвіч Альбіон» приєднався 2019 року. Станом на 29 березня 2022 року відіграв за клуб з Вест-Бромвіча 53 матчі в національному чемпіонаті.

## Виступи за збірні
У 2015 році дебютував у складі юнацької збірної Ірландії (U-17), загалом на юнацькому рівні взяв участь у 12 іграх.
У 2019 році залучався до складу молодіжної збірної Ірландії. На молодіжному рівні зіграв у 6 офіційних матчах.
У 2020 році дебютував в офіційних матчах у складі національної збірної Ірландії.
| Дата       | Місто            | Господарі  | Результат | Гості      | Турнір                               | Голи | Примітки |
| ---------- | ---------------- | ---------- | --------- | ---------- | ------------------------------------ | ---- | -------- |
| 14-10-2020 | Гельсінкі        | Фінляндія  | 1 – 0     | Ірландія   | Ліга націй УЄФА 2020-2021 - 1-й етап | -    |          |
| 12-11-2020 | Лондон           | Англія     | 3 – 0     | Ірландія   | товариський матч                     | -    | 14'      |
| 15-11-2020 | Кардіфф          | Уельс      | 1 – 0     | Ірландія   | Ліга націй УЄФА 2020-2021 - 1-й етап | -    | 81'      |
| 18-11-2020 | Дублін           | Ірландія   | 0 – 0     | Болгарія   | Ліга націй УЄФА 2020-2021 - 1-й етап | -    |          |
| 24-3-2021  | Белград          | Сербія     | 3 – 2     | Ірландія   | Відбір до ЧС 2022                    | -    |          |
| 27-3-2021  | Дублін           | Ірландія   | 0 – 1     | Люксембург | Відбір до ЧС 2022                    | -    |          |
| 30-3-2021  | Дебрецен         | Катар      | 1 – 1     | Ірландія   | товариський матч                     | -    |          |
| 3-6-2021   | Андорра-ла-Велья | Андорра    | 1 – 4     | Ірландія   | товариський матч                     | -    | 86'      |
| 8-6-2021   | Будапешт         | Угорщина   | 0 – 0     | Ірландія   | товариський матч                     | -    |          |
| 1-9-2021   | Фару             | Португалія | 2 – 1     | Ірландія   | Відбір до ЧС 2022                    | -    | 33' 35'  |
| 29-3-2022  | Дублін           | Ірландія   | 1 – 0     | Литва      | товариський матч                     | -    | 63'      |
| 8-6-2022   | Дублін           | Ірландія   | 0 – 1     | Україна    | Ліга націй УЄФА 2022-2023 - 1-й етап | -    | 62'      |
| 14-6-2022  | Лодзь            | Україна    | 1 – 1     | Ірландія   | Ліга націй УЄФА 2022-2023 - 1-й етап | -    |          |
| 24-9-2022  | Глазго           | Шотландія  | 2 – 1     | Ірландія   | Ліга націй УЄФА 2022-2023 - 1-й етап | -    |          |
| 27-9-2022  | Дублін           | Ірландія   | 3 – 2     | Вірменія   | Ліга націй УЄФА 2022-2023 - 1-й етап | -    |          |
| 17-11-2022 | Дублін           | Ірландія   | 1 – 2     | Норвегія   | товариський матч                     | -    |          |
| Усього     |                  | Матчів     | 16        |            | Голів                                | 0    |          |